# سهره‌های نوک‌پهن کاج‌نشین
سهره‌های نوک‌پهن کاج‌نشین (نام علمی: Pinicola) نام یک سرده از تیره سهره است.